# منتخب الكاميرون لكرة الطائرة
منتخب الكاميرون الوطني لكرة الطائرة للرجال (بالفرنسية: Équipe du Cameroun de volley-ball)‏ هو ممثل الكاميرون الرسمي في المنافسات الدولية في كرة طائرة في فئة كرة الطائرة للرجال.